# Boris Mattèrn

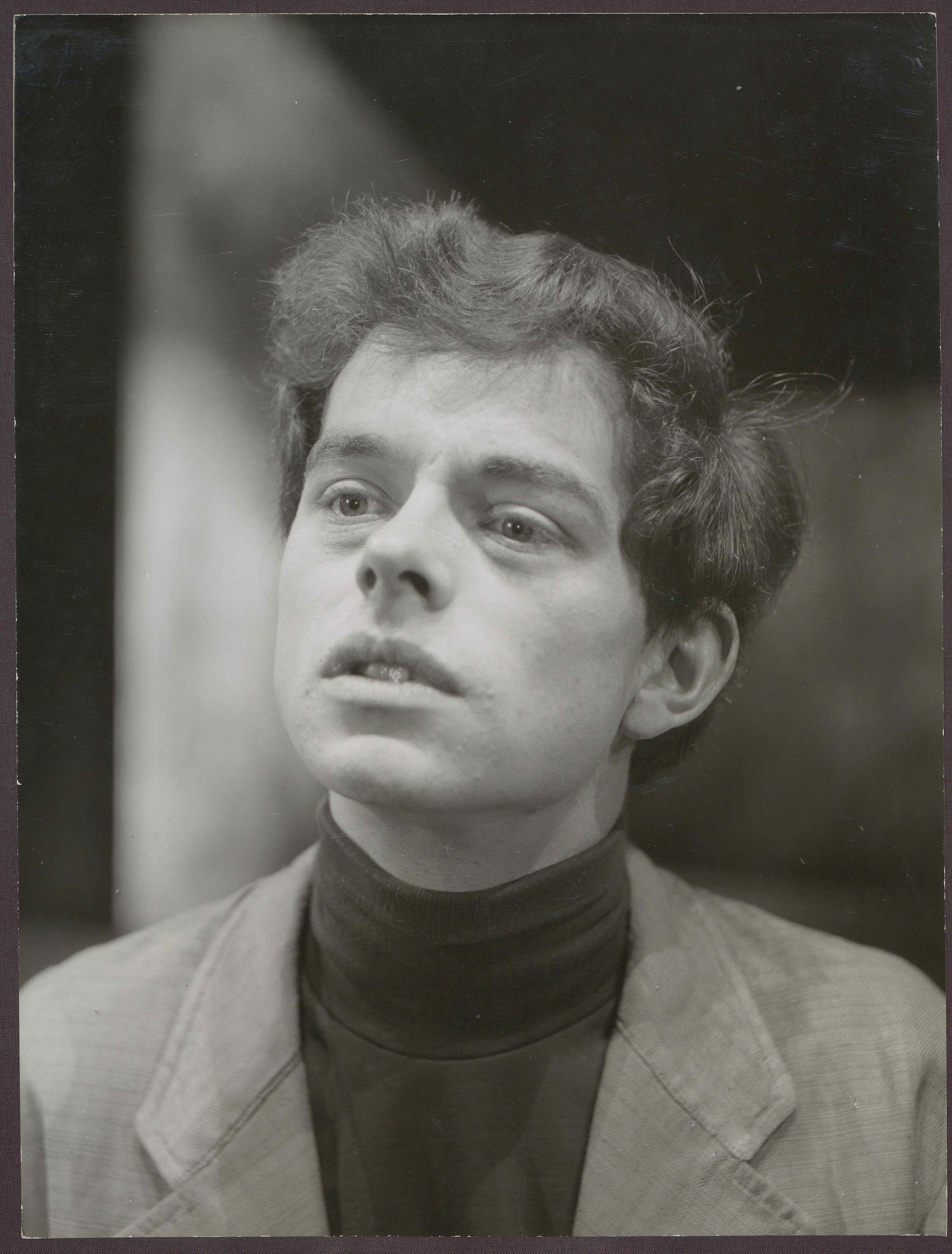
Boris Mattèrn in Andorra am Badischen Staatstheater Karlsruhe (1961)

Boris Mattèrn (* 24. April 1937 in Zürich; † 22. Dezember 2022 in Bad Godesberg) war ein Schweizer Schauspieler und Hörspielsprecher.

## Leben
Boris Mattèrn absolvierte seine künstlerische Ausbildung am Bühnenstudio Zürich. Ein erstes Engagement hatte er in der Spielzeit 1958/59 am Schauspielhaus Zürich. Zahlreiche weitere feste Verpflichtungen und Gastverträge schlossen sich in den folgenden Jahrzehnten an. So spielte Mattèrn unter anderem 1960 am Stadttheater Basel, in der Spielzeit 1961/62 am Badischen Staatstheater Karlsruhe und von 1962 bis 1966 am Stadttheater Konstanz. In den 1970er- und 1980er-Jahren stand er auf zahlreichen weiteren bundesdeutschen Bühnen. Von 1971 bis 1973 spielte er an den Münchner Kammerspielen, 1974 war er gastweise an der Freien Volksbühne Berlin zu sehen. Im Anschluss an ein Engagement am Schauspielhaus Düsseldorf (1978 bis 1980) ging Mattèrn von 1980 bis 1985 eine mehrjährige Verpflichtung am Hamburger Thalia Theater ein. Danach war er 1985 am dortigen Schauspielhaus und 1986 am Schauspielhaus Bochum engagiert, ehe er bis 1989 erneut nach Düsseldorf zurückkehrte. 1989 wurde er für mehrere Jahre Mitglied des Schauspielhauses Zürich, ehe er 1993 seinen künstlerischen Schwerpunkt erneut nach Deutschland verlegte und von 1993 bis 1996 zunächst am Schauspiel Bonn und 1997 am Theater an der Ruhr in Mülheim auftrat.
Mattèrn arbeitete mit Regisseuren wie Hans Hollmann, Erich Holliger, Michael Kehlmann oder Roberto Ciulli. Er spielte in den Schweizer Erstaufführungen von Edward Bonds Gerettet und Harald Sommers Ein unheimlich starker Abgang und der Uraufführung von Spiele um Geld von Heinrich Henkel.
Bekannte Rollen Mattèrns waren Orestes in Die Orestie von Aischylos, Andri in Max Frischs Drama Andorra, Mandelstam in der Komödie Die Hose von Carl Sternheim oder Gajew in Anton Tschechows Kirschgarten.
Zwischen 1963 und 1983 stand Mattèrn zeitweilig auch vor der Kamera. 1967 war er neben Heinz Erhardt in einer Fernsehaufzeichnung des Theaterstücks Aktien und Lorbeer zu sehen. Daneben arbeitete er gelegentlich als Hörspielsprecher oder Sprecher für Hörbücher.
Boris Mattèrn starb am 22. Dezember 2022 in Bad Godesberg. Er war mit der Schauspielerin Annemarie Schmid-Mattèrn verheiratet.

## Filmografie
- 1963: Der Diener zweier Herren
- 1964: Zwei Tage von vielen
- 1967: Aktien und Lorbeer
- 1968: Die Begnadigung
- 1973: Macbett
- 1975: Gestern gelesen – Die Geister, die ich rief
- 1975: Ein Fall für Männdli – Ein höheres System
- 1983: Wagen 106 – Hochwürden

## Hörspiele
- 1981: Günter Kunert: Teamwork – Regie: Hans Rosenhauer – NDR
- 1990: Friedrich Glauser: Krock & Co. – Regie: Martin Bopp – SWF/Schweizer Radio DRS, 67 Min.[3]

## Hörbücher
- Michail Michailowitsch Soschtschenko: Wie mit Gabeln aufs Wasser geschrieben. Regie: Walter Adler. Verlag Dänikon, Zürich 2005, ISBN 3-9524678-4-7.
- Pierre Assouline: Die Kundin. Regie: Walter Adler. Verlag Dänikon, Zürich 2007, ISBN 978-3-9523087-8-3.
- Friedrich Glauser: Krock & Co.: Wachtmeister Studer ermittelt. Christoph Merian Verlag, Basel 2010, ISBN 978-3-85616-741-7.